# فرانسوا جوفريت
فرانسوا جوفريت (بالفرنسية: François Jauffret)‏ مواليد 9 فبراير 1942 في بوردو، هو لاعب كرة مضرب فرنسي سابق بدأ مسيرته كمحترف سنة 1968 وكان يلعب باليد اليمنى، اعتزل اللعب في 1980. أعلى تصنيف له في الفردي كان المركز الـ 20 في سنة 1974. أعلى تصنيف له في الزوجي كان المركز الـ 33 في سنة 1977.

## النهائيات

### الفردي (الألقاب 2, الوصافة 3)
| الحصيلة | الرقم | التاريخ        | الدورة                | الأرضية | المنافس في النهائي | النتيجة في النهائي |
| ------- | ----- | -------------- | --------------------- | ------- | ------------------ | ------------------ |
| الفوز   | 1.    | 11 نوفمبر 1969 | بوينس آيرس، الأرجنتين | ترابية  | زيليكو فرانولوفيتش | 3–6, 6–2, 6–4, 6–3 |
| الوصافة | 1.    | 7 مايو 1971    | باريس، فرنسا          | ترابية  | ستان سميث          | 2–6, 4–6, 5–7      |
| الوصافة | 2.    | 19 مايو 1974   | ميونيخ                | ترابية  | يورغن فاسبندر      | 2–6, 7–5, 1–6, 4–6 |
| الوصافة | 3.    | 9 مارس 1975    | القاهرة، مصر          | ترابية  | مانويل أورانتس     | 0–6, 6–4, 1–6, 3–6 |
| الفوز   | 2.    | 25 مارس 1977   | القاهرة، مصر          | ترابية  | فرانك جيبيرت       | 6–3, 7–5, 6–3      |

## روابط خارجية
- فرانسوا جوفريت على موقع رابطة محترفي التنس (الإنجليزية)
- فرانسوا جوفريت على موقع الاتحاد الدولي لكرة المضرب (الإنجليزية)
- فرانسوا جوفريت على موقع كأس ديفيز (الإنجليزية)
- فرانسوا جوفريت على موقع خلاصة التنس.كوم (الإنجليزية)